# Henry Jennings
Henry Jennings was een 18e-eeuwse kaper en later piraat die voornamelijk tijdens de Spaanse Successieoorlog in de Caraïben actief was.
In 1716 viel hij samen met Charles Vane het bergingskamp van de Urca de Lima aan, een goudtransportschip dat op de kust van Spaans Florida was vastgelopen en dat slecht verdedigd werd. Omdat de kaapvaart toen reeds verboden was geworden maakte deze daad hem een piraat waardoor hij zich vestigen op New Providence (Bahama's) dat destijds een piratenrepubliek was. Mogelijk is hij hier een tijdje de leider van geweest maar dat is niet geheel duidelijk.
In 1718 werd Woodes Rogers door de Engelse kroon aangesteld als gouverneur van de Bahama’s en hij gaf rond de 400 piraten amnestie. Jennings  gaf zich echter over op Bermuda, maakte gebruik van de amnestieregeling en vestigde zich vervolgens als gerespecteerd plantage-eigenaar. Het is niet duidelijk hoe hij uiteindelijk gestorven is. Mogelijk heeft hij zijn laatste jaren toch in een Spaanse gevangenis doorgebracht.